# Olegario González de Cardedal

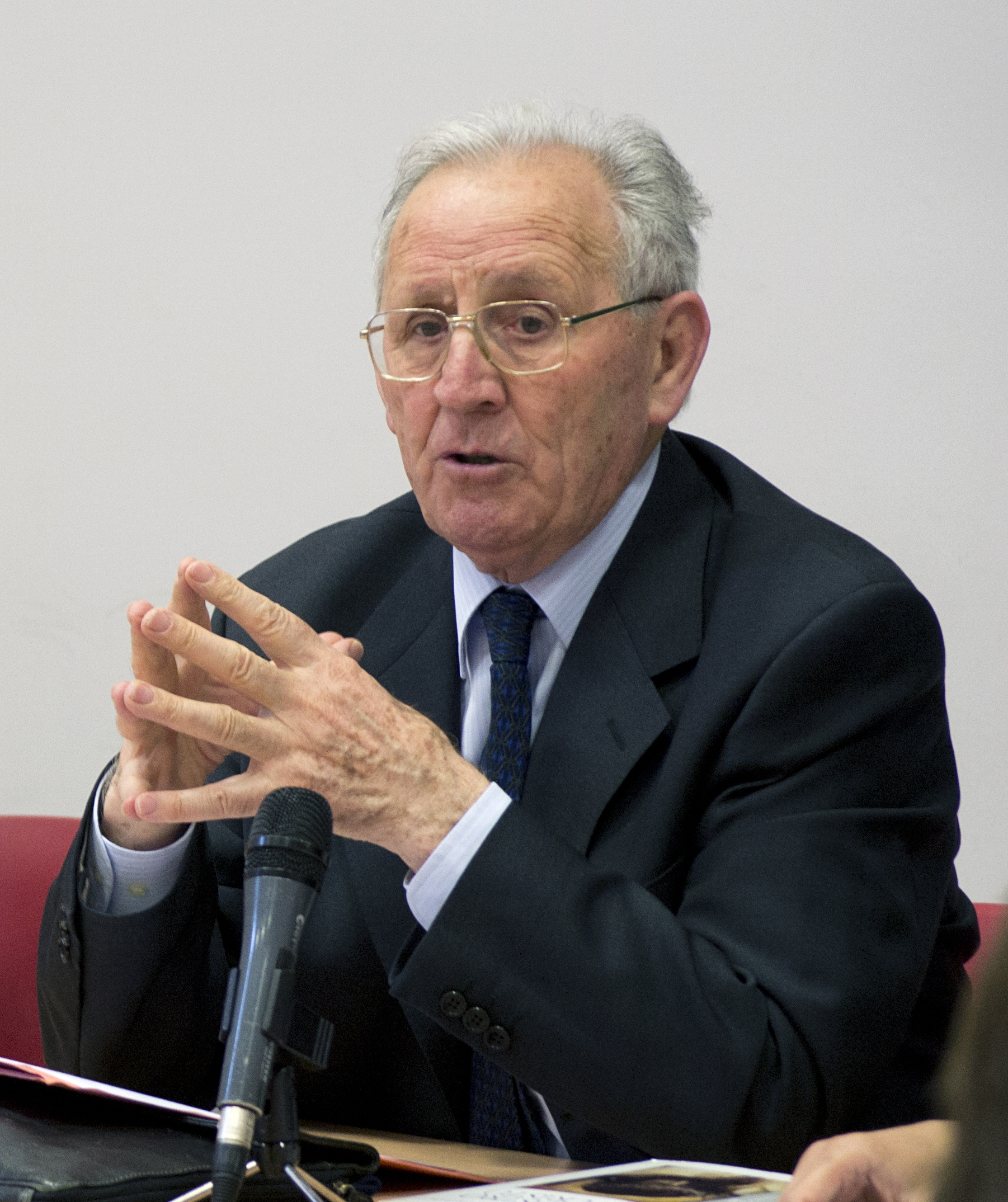
Olegario González de Cardedal

Olegario González de Cardedal (* 2. Oktober 1934 in Lastra del Cano, Ortsteil von Santiago de Tormes, Provinz Ávila) ist ein spanischer katholischer Theologe und Priester.

## Leben
González de Cardedal studierte erst in Ávila, wo er 1959 zum Priester geweiht wurde. Dann setzte er sein Studium an der Ludwig-Maximilians-Universität München fort, das er 1964 abschloss.
González de Cardedal erhielt einen Ruf auf einen Lehrstuhl an der Päpstlichen Universität Salamanca. In dieser Position nahm er teil am Zweiten Vatikanischen Konzil. Er wurde zudem Mitglied in der Real Academia de Ciencias Morales y Políticas in Madrid.
2011 erhielt er den von der vatikanischen "Stiftung Joseph Ratzinger – Papst Benedikt XVI." verliehenen Joseph-Ratzinger-Preis.

## Werke
- Meditación teológica desde España, 1970
- Elogio de la encina. Existencia cristiana y fidelidad creadora, 1973
- La gloria del hombre, 1973
- Jesús de Nazaret. Aproximación a la cristología, 1975
- La gloria del hombre. Reto entre una cultura de la fe y una cultura de la increencia, 1985
- Raíz de la esperanza, 1995
- Cuatro poetas desde la otra ladera. Unamuno, Jean Paul, Machado, Oscar Wilde, 1996
- La entraña del cristianismo, 1997
- Cristología, 2001
- Sobre la muerte, 2002
- Dios, 2004

| Personendaten    | Personendaten                                      |
| ---------------- | -------------------------------------------------- |
| NAME             | González de Cardedal, Olegario                     |
| KURZBESCHREIBUNG | spanischer katholischer Theologe und Priester      |
| GEBURTSDATUM     | 2. Oktober 1934                                    |
| GEBURTSORT       | Lastra del Cano, Santiago de Tormes, Provinz Ávila |